# Emin Sükrü Senkal

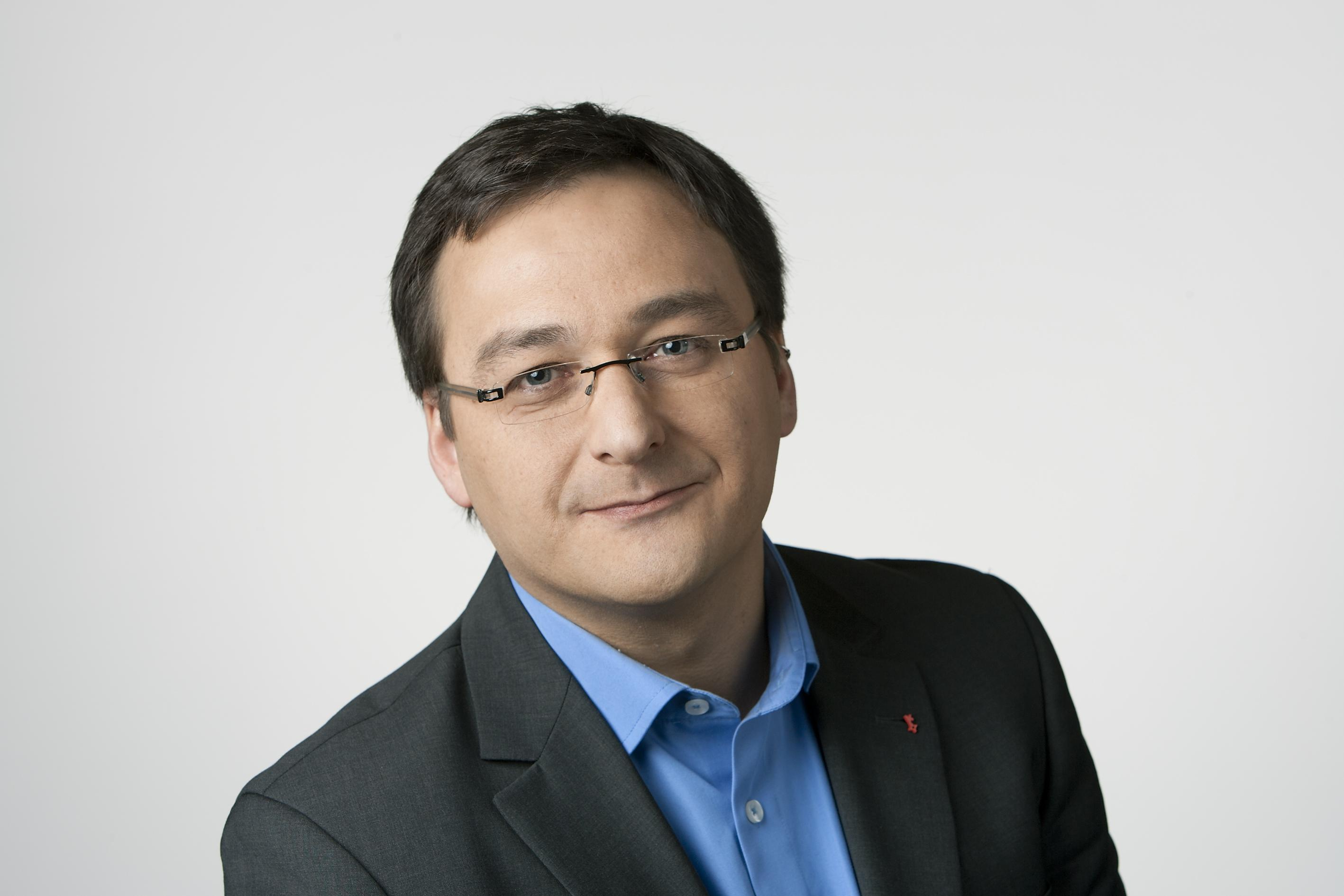
Emin Sükrü Senkal, 2014

Emin Sükrü Senkal, zumeist auch Sükrü Senkal (* 26. Februar 1972 in Bremen) ist ein Bremer Politiker (SPD). Er war von 2007 bis 2019 und von 2021 bis 2023 Mitglied der Bremischen Bürgerschaft.

## Biografie

### Familie, Ausbildung und Beruf
Senkal machte nach dem Erwerb der mittleren Reife 1996 sein Abitur über den zweiten Bildungsweg an der Erwachsenenschule Bremen (Kolleg). 1998 begann er ein Studium der Politikwissenschaften an der Universität Bremen, welches er 1999 jedoch nach zwei Semestern abbrach wegen eines Angebots einer Festeinstellung bei der Hella Fahrzeugkomponenten GmbH. Von 2000 bis 2002 war er zweiter Vorsitzender des Betriebsrats und von 2005 bis 2006 Key-User im Projektteam Warehouse Management von SAP tätig.
Er ist seit 2017 Sales Manager bei der Messe Bremen GmbH.
Senkal ist verheiratet und hat ein Kind.

### Politik
Senkal wurde 1997 Mitglied der SPD. Seit 2003 war er im Vorstand des SPD-Ortsvereins Huchting und seit 2006 Vorsitzender des Ortsvereins. Von 2003 bis 2007 war er Mitglied im Beirat des Stadtteils Bremen-Huchting.
Ab dem 8. Juni 2007 bis 2019 war Senkal Mitglied der Bremischen Bürgerschaft. Er fungiert als kulturpolitischer Sprecher der SPD. Seit 2011 ist er im Vorstand der SPD-Fraktion. Nachdem er bei der Bürgerschaftswahl 2019 zunächst den Wiedereinzug verpasst hatte, rückte er im Juli 2021 für Sascha Karolin Aulepp ins Parlament nach. Bei der Bürgerschaftswahl in Bremen 2023 erhielt er kein Mandat mehr und schied aus der Bürgerschaft aus.
Er war während seiner ersten Zeit in der Bürgerschaft vertreten im
Ausschuss für Bürgerbeteiligung, bürgerschaftliches Engagement und Beiräte (Stadt),
nichtständigen Ausschuss „Ausweitung des Wahlrechts“,
Betriebsausschuss Musikschule Bremen,
Kontrollausschuss nach dem Polizeigesetz,
Parlamentarische Kontrollkommission,
städtischen Petitionsausschuss,
Rechtsausschuss und im
Verfassungs- und Geschäftsordnungsausschuss sowie in der
städtischen Deputation für Kultur und der
staatlichen und städtischen Deputation für Inneres und Sport.

Ab 2021 ist er im Rechtsausschuss und in der Bildungdeputation (Stadt) vertreten.
Er war bis 2019 innenpolitischer Sprecher der SPD-Fraktion.

### Weitere Mitgliedschaften
- Senkal ist Mitglied der Gewerkschaft IG Metall
- Er ist Vorsitzender des Ortsvereins Huchting/Grolland der Arbeiterwohlfahrt (AWO).
- Er ist seit 2008 Mitglied im Netzwerk der türkeistämmigen Mandatsträger.